# ماتي ولف
ماتي ولف (بالإنجليزية: Matty Wolfe) هو لاعب كرة قدم بريطاني، ولد في 12 يونيو 2000 في ويكفيلد في المملكة المتحدة.

## وصلات خارجية
- ماتي ولف على موقع قاعدة بيانات كرة القدم.إي يو (الإنجليزية)
- ماتي ولف على موقع Soccerway.com (الإنجليزية)